# Олеф (река)
Олеф (Олеф-Бах, нем. Olef) — река в Германии и Бельгии. Площадь бассейна реки составляет 196,073 км². Длина реки — 27,9 км (по другим данным — 28 км). На бельгийскую территорию приходится 9,74 км течения реки и 23,91 км² площади её бассейна.
Основные бельгийские притоки — Виезбах и Янсбах, оба впадает слева.
Река начинается в лесу Рохерат у границы Германии с Бельгией, и граница частично проходит по долине реки. Далее река протекает по территории национального парка Айфель и наполняет водохранилище Олефштальперре (площадь — 1,1 км², высота над уровнем моря — 54 метра, объём — 19,3 млн м³, год наполнения — 1961). По долине реки проходит железная дорога Олефтальбан. На мысе между Олефом и его левым притоком Dieffenbach находится замок Шляйден.
Основные города на реке — Шлайден и Хелленталь.